# Lucina Savorgnan
Lucina Savorgnan (Friuli, c. 1493 – Udine, 16 gennaio 1543) è stata una nobile italiana nota per essere la dedicataria della prima edizione di "Giulietta e Romeo".

## Biografia
Come per altre figure femminili dell'epoca, non esiste registrazione della nascita di Lucina Savorgnan. Il testamento del padre Giacomo Savorgnan comunque la menziona come sorella maggiore di Giovanni Battista alla data del 2 giugno 1495. Ebbe anche una sorella maggiore, Giulia, e un fratello ancora più giovane, Pagano.
Suo padre morì al servizio della Repubblica di Venezia nel 1498, durante la difesa di Pisa. La madre, Maria Griffoni Savorgnan, frequentò clandestinamente Pietro Bembo tra il 1500 e il 1501, producendo un carteggio d'amore che Bembo volle includere nella raccolta delle sue opere.
La giovane Lucina viene descritta brevemente da Gregorio Amaseo per la sua presenza a una festa a Udine, il 26 febbraio 1511, la sera precedente la rivolta del Crudele giovedì grasso:
Nel 1515 Venezia richiese a Girolamo Savorgnan del Monte, zio e tutore di Lucina, di sposare una delle proprie figlie con Francesco Savorgnan del Torre, erede scagionato del traditore Antonio Savorgnan. Girolamo rifiutò, ma l'anno successivo Francesco era sposato con Lucina. I figli furono due: Giovanni (1518) e Niccolò (1523).
Lucina morì il 16 gennaio 1543.

## Influenza culturale
Luigi da Porto inserì, all'inizio della sua novella Historia novellamente ritrovata di due nobili amanti composta prima del 1524 e nota per essere la primissima versione della storia di Romeo e Giulietta, una lunga dedica alla "Bellissima e leggiadra madonna Lucina Savorgnana".
Poscia che io, già assai giorni con voi parlando, dissi di voler una compassionevole novella da me già più volte udita, ed in Verona intervenuta, iscrivere, m'è paruto essere il debito in queste poche carte distenderla [...] acciocché, quantunque tra le belle donne a voi simiglianti prudentissima vi conosca, possiate, leggendola, più chiaramente vedere a quai rischi, a quai trabocchevoli passi, a che crudelissime morti gli miseri e cattivelli amanti sieno il più delle volte d'Amore condotti. [...] Prendetela adunque, Madonna, nell'abito a lei convenevole, e leggetela volentieri, sì pel soggetto ch' è bellissimo, e pieno di pietate mi pare che sia, come anco per lo stretto vincolo di consanguinitade e dolce amistà, che tra la persona vostra e chi la descrive si ritrova.»